# 1979 v hudbě
Tento článek obsahuje události související s hudbou, které proběhly v roce 1979.

## Narození
- 5. ledna – Kathleen Edwards, zpěvačka
- 10. ledna – Kris Kross
- 16. ledna – Aaliyah Haughton (z. 2001)
- 20. ledna – Rob Bourdon (Linkin Park), Will Young
- 11. února – Brandy Norwood
- 21. února – Jennifer Love Hewitt
- 8. března – Tom Chaplin, britský zpěvák (Keane)
- 11. března – Benji Madden, Joel Madden (Good Charlotte)
- 14. března – Jacques Brautbar (Phantom Planet)
- 30. března – Norah Jones, americká zpěvačka a skladatelka
- 20. srpna – Jamie Cullum
- 3. září – Jason McCaslin (Sum 41)

## Zemřeli
- 5. ledna – Charles Mingus, jazzový kontrabasista
- 13. ledna – Donny Hathaway, zpěvák
- 13. ledna – Sabu Martinez, hráč na konga
- 14. ledna – Marjorie Lawrence, sopranistka
- 2. února – Sid Vicious, punk rocker
- 22. března – Walter Legge, hudební producent
- 10. dubna – Nino Rota, skladatel
- 29. dubna – Julia A. Perry, skladatel a dirigent
- 3. července – Louis Durey, skladatel

## Zaniklé skupiny
1. The Runaways (členky: Cherie Currie (zpěv), Joan Jett (elektrická kytara), Lita Ford (elektrická kytara), R.I.P.: Sandy West (bicí), Jackie Fox (baskytara))

## Alba

### Domácí
- Svět hledačů – M. Efekt

### Zahraniční
- 5 – J. J. Cale
- 20 Hottest Hits – Hot Chocolate
- 154 – Wire
- A Collection Of Their 20 Greatest Hits – The Three Degrees
- A Curious Feeling – Tony Banks
- A Different Kind of Tension – Buzzcocks
- The Adventures of the Hersham Boys – Sham 69
- Angel Station – Manfred Mann's Earth Band
- Another Kind of Blues – UK Subs
- Armed Forces – Elvis Costello & The Attractions
- Are You Ready – Atlanta Rhythm Section
- At Budokan – Cheap Trick (live)
- The B-52's – The B-52's
- Back to the Egg – Wings
- Bad Girls – Donna Summer
- Barbra Streisand Greatest Hits Volume 2 – Barbra Streisand
- Bee Gees Greatest – Bee Gees
- The Best Days Of My Life – Johnny Mathis
- The Best of Chic – Chic
- The Billie Jo Spears Singles Album – Billie Jo Spears
- Black Rose: A Rock Legend – Thin Lizzy
- Bob Dylan at Budokan – Bob Dylan (live)
- Bomber – Motörhead
- Bop Till You Drop – Ry Cooder
- Breakfast in America – Supertramp
- Bursting Out – Jethro Tull (live)
- Can – Can
- Candy–O – The Cars
- Chance Meeting on a Dissecting Table of a Sewing Machine and an Umbrella – Nurse With Wound
- Coming Up For Air – Penetration
- Communiqué – Dire Straits
- Cornerstone – Styx
- The Crack – The Ruts
- Crepes and Drapes – Showaddywaddy
- Cut – The Slits
- Dart Attack – Darts
- David Essex Album – David Essex
- Days in Europa – The Skids
- Desolation Angels – Bad Company
- Discovery – Electric Light Orchestra
- Do It Yourself – Ian Dury & the Blockheads
- Down to Earth – Rainbow
- Dragnet – The Fall
- Drums and Wires – XTC
- Dynasty – Kiss
- Eat to the Beat – Blondie
- The Eddie Cochran Singles Album – Eddie Cochran
- ELO's Greatest Hits – Electric Light Orchestra
- End of the Century – The Ramones
- Entertainment! – Gang Of Four
- Euroman Cometh – Jean–Jacques Burnel
- Everyone Can Rock & Roll – Bill Haley & His Comets
- Exposed – Mike Oldfield (live)
- Facades – Sad Café
- Fate for Breakfast – Art Garfunkel
- Fear of Music – Talking Heads
- Feats Don't Fail Me Now – Herbie Hancock
- Feel No Fret – Average White Band
- The Fine Art of Surfacing – The Boomtown Rats
- The First XI – Pink Floyd
- Flex – Lene Lovich
- Force Majeure – Tangerine Dream
- French Skyline – Earthstar
- Frenzy – Split Enz
- George Harrison – George Harrison
- Ghost Riders in the Sky – Slim Whitman
- Gloryhallastoopid–Parliament
- Go West – Village People
- The Great Rock 'n' Roll Swindle – Sex Pistols (OST)
- Greatest Hits – Creedence Clearwater Revival
- Greatest Hits 1972–1978 – 10cc
- Greatest Hits, Vol. 1 – Rod Stewart
- Greatest Hits Volume 2 – ABBA
- Grosses Wasser – Cluster
- Heimweh nach Tahiti – Die Flippers
- Honest Lullaby – Joan Baez
- Hydra – Toto
- I'm the Man – Joe Jackson
- I Am – Earth Wind & Fire
- Highway to hell – AC/DC
- Imperial Wizard – David Essex
- In the Skies – Peter Green
- In Through the Out Door – Led Zeppelin
- The Incredible Shrinking Dickies – The Dickies
- Inflammable Material – Stiff Little Fingers
- Into the Music – Van Morrison
- It's Alive – Ramones (live)
- Jardin Au Fou – Hans–Joachim Roedelius
- Join Hands – Siouxsie & the Banshees
- Journey through the Secret Life of Plants – Stevie Wonder
- The Kenny Rogers Singles Album – Kenny Rogers
- The Kids Are Alright – The Who (OST)
- L.A. (Light Album) – The Beach Boys
- Lena's Music Album – Lena Martell
- Life in a Day – Simple Minds
- Live and Learn – Elkie Brooks
- Live at the Witch Trials – The Fall
- Live Killers – Queen (live)
- Live (X Cert) – The Stranglers (live)
- Lodger – David Bowie
- London Calling – The Clash (U.K. Release)
- Look Sharp! – Joe Jackson
- The Long Run – The Eagles
- Love Tracks – Gloria Gaynor
- Lovedrive – Scorpions
- Lovehunter – Whitesnake
- Machine Gun Etiquette – The Damned
- The Magic Is You – Shirley Bassey
- Manifesto – Roxy Music
- Marathon – Santana
- The Mark II Purple Singles – Deep Purple
- Metal Box – Public Image Ltd.
- Mick Taylor – Mick Taylor
- Midnight Magic – Commodores
- Mingus – Joni Mitchell
- Mission Accomplished But the Beat Goes On – The Rezillos
- Morning Dance – Spyro Gyra
- Mr. Universe – Gillan
- New Dimensions – The Three Degrees
- New Horizons – Don Williams
- Night in the Ruts – Aerosmith
- Night Owl – Gerry Rafferty
- No Mean City – Nazareth
- Not That I'm Biased – Max Boyce
- Oceans of Fantasy – Boney M
- Off the Wall – Michael Jackson
- On the Radio – Greatest Hits Volume 1 & 2 – Donna Summer
- One Step Beyond... – Madness
- One Voice – Barry Manilow
- Out of a Dream – Reba McEntire
- Out of This World – The Moody Blues
- Overkill – Motörhead
- Platinum – Mike Oldfield
- The Pleasure Principle – Gary Numan
- Quadrophenia – The Who (OST)
- The Raincoats – The Raincoats
- The Raven – The Stranglers
- Reality Effect – The Tourists
- Reggatta de Blanc – The Police
- Remote Control – The Tubes
- Repeat When Necessary – Dave Edmunds
- Replicas – Tubeway Army
- Rickie Lee Jones – Rickie Lee Jones
- Rise – Herb Alpert
- Risqué – Chic
- Rock 'N' Roll Juvenile – Cliff Richard
- Rust Never Sleeps – Neil Young and Crazy Horse
- Sabotage(live) – John Cale
- Scared to Dance – The Skids
- Secondhand Daylight – Magazine
- Semi–Detached Suburban – Manfred Mann
- Setting Sons – The Jam
- Sheik Yerbouti – Frank Zappa
- Sid Sings – Sid Vicious
- Singles Going Steady – Buzzcocks
- Sky – Sky
- Slim Whitman's 20 Greatest Love Songs – Slim Whitman
- Slow Train Coming – Bob Dylan
- Some Product: Carri on Sex Pistols – Sex Pistols
- Sometimes You Win – Dr. Hook
- Sound on Sound – Bill Nelson's Red Noise
- The Specials – The Specials
- Spectral Mornings – Steve Hackett
- Spirits Having Flown – Bee Gees
- Stations of the Crass – Crass
- Strangers in the Night – UFO (live)
- Squeezing Out Sparks – Graham Parker & the Rumour
- Street Life – The Crusaders
- String of Hits – The Shadows
- Survival – Bob Marley & The Wailers
- Teenage Warning – Angelic Upstarts
- Thank You Very Much – Reunion Concert At The London Palladium – Cliff Richard and The Shadows
- TRB TWO – Tom Robinson Band
- Tusk – Fleetwood Mac
- The Undertones – The Undertones
- Tokyo Tapes (Live) – Scorpions
- Uncle Jam Wants You!–Funkadelic
- Underdog – Atlanta Rhythm Section
- Unknown Pleasures – Joy Division
- Unleashed in the East – Judas Priest
- Van Halen II – Van Halen
- The Very Best of Leo Sayer – Leo Sayer
- Volcano – Jimmy Buffett
- Voulez–Vous – ABBA
- Walking on Sunshine – Eddy Grant
- The Wall – Pink Floyd
- We Are Family – Sister Sledge
- Wet – Barbra Streisand
- Whatever You Want – Status Quo
- You Don't Bring Me Flowers – Neil Diamond

## Hity
domácí
- Petr Spálený + Zdeněk Rytíř – Dítě štěstěny
- Petr Spálený – Když ji potkáš
- Pavel Bobek – Lásko, mně ubývá sil
- Waldemar Matuška – Jen se přiznej, že ti scházím
- Karel Zich – Na prvním programu, V zádech táhnu stín
- Věra Špinarová – Valentino, Jednoho dne se vrátíš
- Petr Rezek – Jsi
- Václav Neckář – Podej mi ruku a projdem Václavák

zahraniční
- „Chiquitita“ – ABBA
- „Voulez–Vous“ – ABBA
- „Contact“ – Edwin Starr
- „Cool for Cats“ – Squeeze
- „Heart of Glass“ – Blondie
- „Cruel to Be Kind“ – Nick Lowe
- „Last Train to London“,"Shine a Little Love" – ELO
- „Death Disco“ – Public Image Ltd.
- „Good Times“ – Chic
- „Reunited“ – Peaches & Hurb
- „He's the Greatest Dancer“ – Sister Sledge
- „We Are Family“ – Sister Sledge
- "Please Don't Go" – KC & The Sunshine Band
- "The Prince " – Madness
- "Questions and Answers " – Sham 69
- "Rapper's Delight" – The Sugarhill Gang
- "Reasons to Be Cheerful (Part 3)" – Ian Dury & the Blockheads
- "Refugee" – Tom Petty & the Heartbreakers
- "Don't Stop Till You Get Enough" – Michael Jackson
- "Message in a Bottle" – The Police
- "The Wall" – Pink Floyd
- "Sad Eyes" – Robert John
- "Broken Hearted Me" – Anne Murray
- "Shake Your Body (Down to the Ground)" – The Jacksons